# Sadri Ahmeti
Sadri Ahmeti, född 3 mars 1939, död 24 juni 2010, var en albansk konstnär och poet från Gusinje i Montenegro.
Sadri Ahmeti var modern i sitt måleri och målade akvareller som avbildade albanska kvinnor men också fantasifulla landskap. Han deltog i åtskilliga utställningar både i Kosovo och utomlands, bland annat i Sverige. 1994 fick han ett pris av Albaniens nationella konstgalleri.